# Redu
Redu (wa. Ridû) – dzielnica (section) gminy Libin w Belgii, w Regionie Walońskim, w prowincji Luksemburg, w okręgu Neufchâteau. 1 stycznia 2020 roku liczyła 435 mieszkańców. Do 31 grudnia 1976 r. samodzielna gmina. 
Redu nazywana jest jedną z pierwszych w kontynentalnej Europie „miejscowością książek”. Na 40 zarejestrowanych firm, 23 są księgarniami bądź antykwariatami. Odwiedzana jest przez około 200-300 tysięcy turystów rocznie.
Znajduje się tutaj jedna ze stacji naziemnych sieci ESTRACK Europejskiej Agencji Kosmicznej, oraz park tematyczny Euro Space Center, poświęcony astronautyce i przestrzeni kosmicznej.